# Epistemma assianum
Epistemma assianum là một loài thực vật có hoa trong họ La bố ma. Loài này được D.V.Field & J.B.Hall mô tả khoa học đầu tiên năm 1982.